# باسكال إيلسو
باسكال إيلسو (بالفرنسية: Pascal Elso)‏
```
هو 
مصمم رقص
 
ولاعب سيرك
 
 
[لغات أخرى]
‏
 
وممثل
 
فرنسي
، ولد في 1953 في 
فرنسا
.
[
3
]
[
4
]
[
5
]
```

## أعمال

### أفلام
- (2011) عمر قتلني

## وصلات خارجية
- باسكال إيلسو على موقع IMDb (الإنجليزية)
- باسكال إيلسو على موقع ألو سيني (الفرنسية)
- باسكال إيلسو على موقع أول موفي (الإنجليزية)
- باسكال إيلسو على موقع أول موفي (الإنجليزية)
- باسكال إيلسو على موقع قاعدة بيانات الأفلام السويدية (السويدية)
- باسكال إيلسو على موقع قاعدة بيانات الفيلم (الإنجليزية)
- باسكال إيلسو على موقع كينوبويسك (الروسية)